# Bakeridesia andradelimae
Bakeridesia andradelimae là một loài thực vật có hoa trong họ Cẩm quỳ. Loài này được Monteiro mô tả khoa học đầu tiên năm 1972.